# Eucyclops conrowae
Eucyclops conrowae is een eenoogkreeftjessoort uit de familie van de Cyclopidae. De wetenschappelijke naam van de soort is voor het eerst geldig gepubliceerd in 1992 door Reid.